# Вулиця Братів Ґжицьких (Тернопіль)
Вулиця Братів Ґжицьких - вулиця у житловому масиві «Дружба» міста Тернополя.

## Відомості
Розпочинається від вулиці Виговського, пролягає на південь до вулиці Назарія Яремчука, де і закінчується. Довжина вулиці — 180 м. На вулиці переважають приватні будинки, є декілька багатоповерхівок.

## Розваги
- Нічний клуб «Бомба» (вулиця Братів Ґжицьких, 3)